# 精進建築工業意外事件
精進建築工業意外事件是指2020年至2023年間與興聯集團旗下的精進工程和精進建築相關的多宗工業意外，造成共6人死亡。

## 背景
「精進建築工程有限公司」（簡稱精進工程）和「精進建築有限公司」（簡稱精進建築）是興聯集團旗下的一般建築承建商，業務範圍包括土地挖掘及側向承托工程、地庫停車場、工地平整、興建幼稚園、住宅大廈、建築及樓宇裝修工程、機電工程、外牆飾面工程、室外園藝工程及邨內道路工程等。

## 工業意外
由2020年至2023年間，精進工程和精進建築的地盤發生多宗工業意外，造成共6人死亡。
| 日期           | 事件                                                                 | 傷亡   | 涉及公司                                                | 資料來源                |
| -------------- | -------------------------------------------------------------------- | ------ | ------------------------------------------------------- | ----------------------- |
| 2020年7月20日  | 一名24歲徐姓工人於九龍灣香港郵政大樓地盤觸電身亡。                   | 1死    | 精進建築有限公司                                        | [ 3 ] [ 4 ] [ 5 ] [ 6 ] |
| 2020年7月27日  | 屯門青山公路「帝御‧金灣」地盤發生三級火警。                          | 無     | 精進建築有限公司                                        | [ 7 ] [ 8 ] [ 9 ]       |
| 2021年9月      | 屯門青山公路「帝御‧金灣」地盤一座天秤突然下垂，撞擊附近大廈的棚架。  | 無     | 精進建築有限公司                                        | [ 10 ]                  |
| 2022年9月7日   | 秀茂坪安達臣道石礦場房屋協會地盤一個重65噸的天秤倒塌。               | 3死6傷 | 精進建築工程有限公司                                    | [ 11 ] [ 12 ]           |
| 2022年12月14日 | 一名55歲陸姓工人於油塘東源街地盤遭工字鐵壓死。                       | 1死    | 承辦商： 精進建築工程有限公司 分判商： 啟益工程有限公司 | [ 4 ] [ 13 ] [ 14 ]     |
| 2023年10月10日 | 一名56歲蘇姓工人於油麻地渡華路消防局工程地盤進行電纜工程時墜地身亡。 | 1死    | 精進建築有限公司                                        | [ 4 ] [ 15 ] [ 16 ]     |
| 2023年10月24日 | 一名工人在秀茂坪安達臣道地盤跌落1米深的坑洞受傷。                    | 1傷    | 精進建築有限公司                                        | [ 17 ]                  |
| 2023年10月27日 | 一名工人在香港大學西高山學生及職員宿舍地盤失足墜下受傷。             | 1傷    | 精進建築有限公司                                        | [ 18 ]                  |

## 檢控和停牌
勞工處就2020年九龍灣地盤的工業事故作出檢控，4家公司分別被判罰款1.3萬港元至5.9萬港元。
勞工處於2022年12月15日至18日展開特別行動，巡查精進建築負責的13個地盤，發生55張敦促改善通知書，以及提出21宗檢控。
發展局於2023年10月18日宣佈精進工程因涉及多宗工業意外而不獲屋宇署續牌，精進工程將從11月16日起從「一般建築承建商名冊」中除名，公司3名授權代表亦遭除牌（周繼邦、羅柱華及梁康傑）。受精進工程不獲續牌影響，5個私人住宅及商住發展項目工程受到影響。同屬興聯集團旗下精進建築的註冊於2023年4月屆滿，截至2023年10月，續牌申請仍然由屋宇署處理中，而同屬興聯集團旗下的「精進營造有限公司」的牌照則於2023年12月底到期。
此外，4家公司和4名人士因安達臣道天秤倒塌事件而面臨檢控，聆訊將於2024年1月30日進行。
至2025年5月22日，發展局亦決定拒絕為精進建築續牌。

## 反應
- 工業傷亡權益會總幹事蕭倩文對一連串工業意外感到震怒及失望，認為勞工處必須深入調查事件並向公眾交代。[4]她認為除牌是嚴厲懲罰，可向建築業界發出警號。[25]
- 香港立法會建築、測量及都市規劃界功能界別議員謝偉銓認為有現有機制下，難以禁止興聯集團其他子公司承接精進工程餘下的5項工程項目。[1]
- 香港房屋委員會資助房屋小組委員梁文廣支持政府的除牌決定，並建議香港房屋委員會加強監察工程以確保地盤安全。[26]
- 土力工程處前處長陳健碩表示工程公司被除牌並不常見，公司的授權代表被除名代表他們不獲審核委員會中的業界人士認可。[26]

## 後續

### 港大校舍混凝土品質風波
2023年7月，中科監察主席潘焯鴻於網上平台和電台訪問中，對香港大學「西高山校園重建計劃」的工程質量提出質疑，指出部分主力樑柱的混凝土出現「蜂窩」空隙，質疑施工過程存有問題。他更於社交媒體公開相關照片，引起社會關注。
總承建商精進建築其後發聲明，反駁潘焯鴻的指控失實，聲稱相關照片為過時資料，並無反映現場實況，指責潘的言論損害公司聲譽，已向高等法院提出誹謗訴訟，要求潘作出賠償、刪除相關影片及公開道歉。面對指控，潘焯鴻強調所發言論有據可依，堅拒道歉，並不排除採取法律行動反擊。他表示，照片由工地工程人員提供，反映問題已持續一段時間，港大亦曾接獲多封顧問信函指出施工瑕疵，顯示校方早已知情。

### 貪污、缺少鋼筋
精進工程被除名後，該公司所涉及的五個項目已全部交由卓越天工有限公司負責。根據公司註冊處的資料，卓越天工與精進建築工程、精進建築及其母公司興聯集團曾註冊在相同的辦公地址。卓越與精進建築工程、精進建築亦有部分董事相同。
長實位於安達臣道的「港人首置盤」，原本由精進工程承建，但在精進工程被除名後，該項目由卓越天工接手。2024年10月3日，政府於記者會回應媒體有關地盤一座大樓缺少至少4條鋼筋的報導。 屋宇署表示，該問題在8月底收到舉報後，於9月進行跟進，並確認了鋼筋缺失的情況。 2025年5月，廉政公署拘捕了10名涉案男子，其中包括一名總承包商員工及5名分判商的地盤監督人員。調查結果顯示，地盤上的六座大樓的鋼筋配置均未按照經批准的圖則進行，存在嚴重違規情況。

### 更換承建商及影響政府工程進度
因精進建築亦於2025年5月22日不獲續牌，受影響的房委會、房協公營房屋，以及政府辦事處項目，需另覓承建商接手，而進度亦相應受影響。同日，發展局局長甯漢豪表示，有關部門/機構將爭取於兩個月內完成相關工作。及後，房委會於六日後決定以一日招標方式，為受影響屋邨剩餘工程另覓承建商，而相關屋邨/商場落成時間將押後至2026年。

## 外部連結
- 興聯集團 - 發展里程 （页面存档备份，存于）
- 興聯集團 - 集團架構與認證 （页面存档备份，存于）